# Коттедж капитана Джеймса Кука

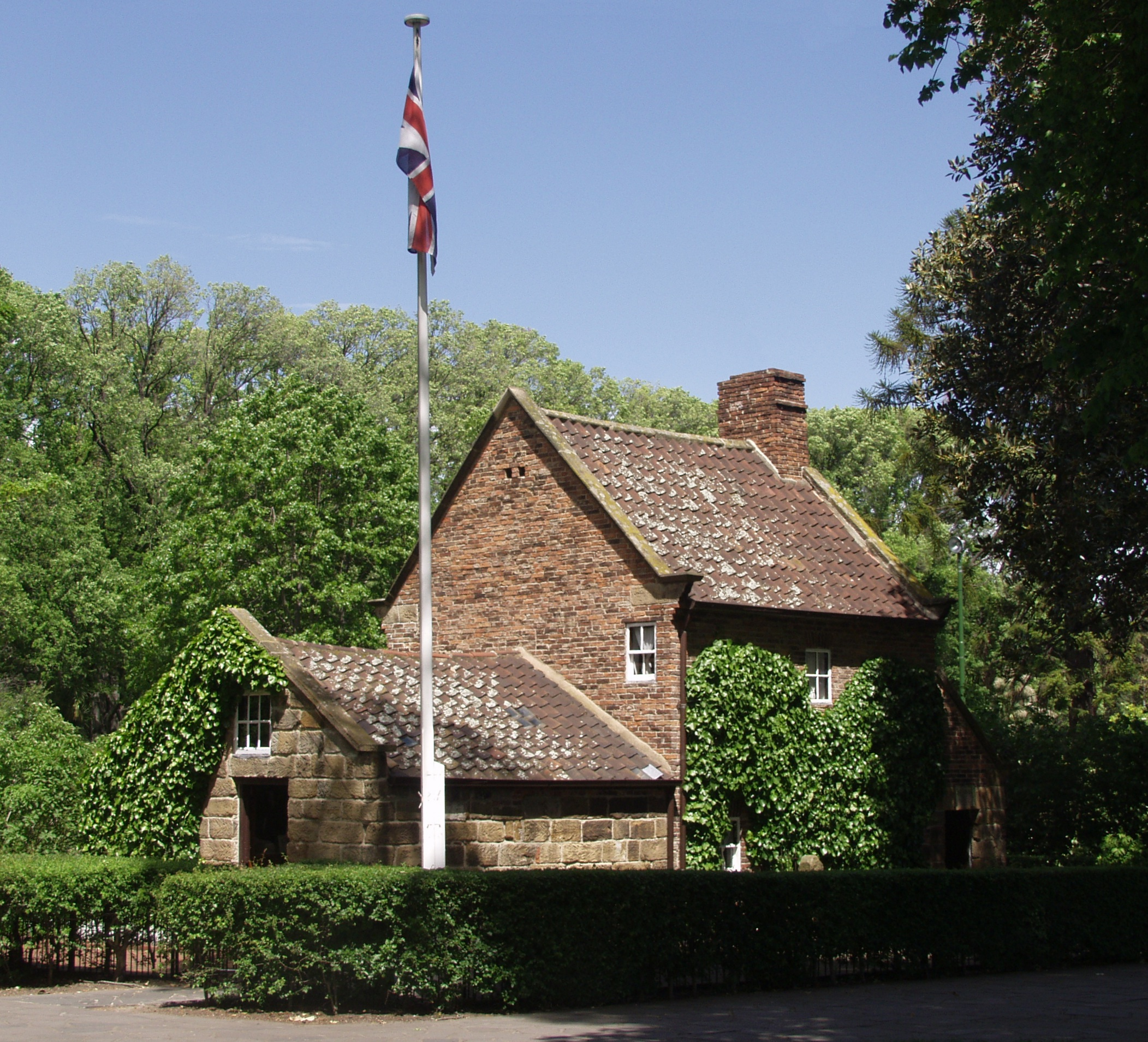
Коттедж Кука в Мельбурне

Котте́дж капита́на Дже́ймса Ку́ка (также известен как коттедж Кука) расположен в парке Фитцрой-Гарденс города Мельбурн в Австралия. Коттедж был построен в 1755 году в деревне Грейт-Айтон (Северный Йоркшир, Англия) родителями капитана Джеймса Кука, Джеймсом и Грейс Кук. Среди исследователей нет единого мнения о том, жил ли здесь сам капитан Кук, однако он навещал своих родителей, проживавших в этом доме.
В 1933 году женщина, бывшая владельцем дома, решила продать его с условием, что здание останется в Англии. В результате переговоров она согласилась подписать соглашение, в котором слово «Англия» было заменено на слово «Империя», и дом был продан Австралийскому предпринимателю, предложившему £800, в то время как наивысшая цена, предложенная местными покупателями, была всего £300.
Здание было разобрано по кирпичикам и упаковано в 253 ящика и 40 бочек для транспортировки в Австралию. Были срезаны также черенки плюща, росшего вокруг дома, и они были посажены на новом месте постройки здания в Мельбурне, Австралия. Профинансировал всю операцию по покупке и переносу дома в Австралию известный мельбурнский бизнесмен Рассел Граймвейд. Он подарил здание жителям Виктории к столетнему юбилею со дня основания Мельбурна в октябре 1934 года.
Коттедж сразу же стал достопримечательностью города. В 1978 году была проведена реставрация коттеджа. Вокруг здания разбит сад в английском стиле. Среди предметов составляющих обстановку коттеджа, очень немногие принадлежали семье Кук, но вся мебель и предметы являются наследием той эпохи.